# Arquidiócesis de Karachi
La arquidiócesis de Karachi (en latín: Archidioecesis Karachien(sis), en inglés: Roman Catholic Archdiocese of Karachi y en urdu: آرچ ڈائیوسیس آف کراچی‎) es una circunscripción eclesiástica metropolitana de rito latino de la Iglesia católica en Pakistán. Desde el 11 de febrero de 2021 su arzobispo es Benny Mario Travas.

## Territorio y organización

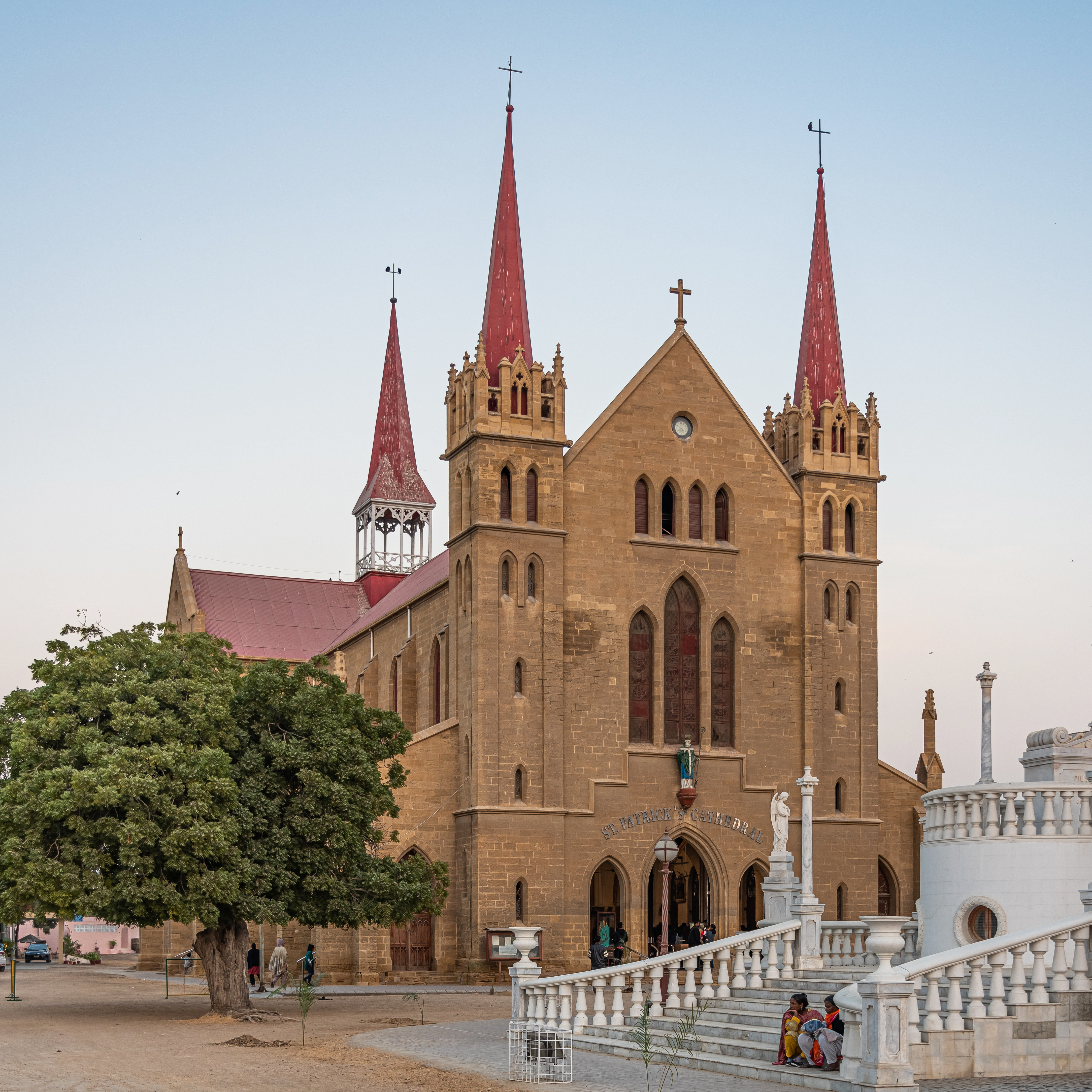
Catedral

La arquidiócesis extiende su jurisdicción sobre los fieles católicos de rito latino residentes dentro de la provincia de Sind en los cinco distritos de la ciudad de Karachi: Karachi Central, South, West, East y Malir.
La sede de la arquidiócesis se encuentra en la ciudad de Karachi, en donde se halla la Catedral de San Patricio. El seminario de Cristo Rey, el mayor del país está ubicado en la arquidiócesis.
En 2019 el territorio estaba dividido en 15 parroquias.
La arquidiócesis publica un semanario en urdu: Agahi y un semanario en inglés The Christian Voice.

## Historia
Los agustinos fueron los primeros en iniciar una misión en el pueblo de Kolachi en el siglo XVII. Les siguieron los carmelitas descalzos que trabajaron en la zona hasta 1672. Alrededor de 1842-1843 los carmelitas volvieron a atender las necesidades espirituales de las tropas británicas. La orden capuchina sirvió desde 1852 y luego los jesuitas desde 1856 hasta 1934. El 1 de junio de 1934 se estableció una misión en Karachi, dentro de la arquidiócesis de Bombay, confiada a los franciscanos holandeses, quienes tomaron posesión de su territorio en junio de 1935.
La diócesis de Karachi fue erigida el 20 de mayo de 1948 con la bula Opportunis providentiae del papa Pío XII, separando territorio de la arquidiócesis de Bombay, de la que originalmente era sufragánea.
El 15 de julio de 1950 la diócesis fue elevada al rango de arquidiócesis metropolitana con la bula Rerum locorumque del papa Pío XII.
El 28 de abril de 1958 cedió una porción de su territorio para la erección de la diócesis de Hyderabad en Pakistán mediante la bula Eius in terris del papa Pío XII.
El 9 de noviembre de 2001 cedió otra porción de su territorio para la erección de la prefectura apostólica de Quetta (hoy vicariato apostólico de Quetta) mediante la bula Spectantibus cunctis del papa Juan Pablo II.

Eodem praeterea consilio fines earundem circumscriptionum ita ex integro definimus ut Archidioecesis Karachiensis sola loca civitatis Karachiensis sibi servet propriisque cum quinque regionibus quibus nomina: « Central », « South », « West », « East » et « Malir » (...)

El 12 de octubre de 2012 la parroquia de San Francisco de Asís en Karachi fue atacada por una turba de 600 radicales islámicos que destruyeron propiedades en el patio, pero no lograron derribar la puerta principal.

## Episcopologio
- James Cornelius van Miltenburg, O.F.M. † (20 de mayo de 1948-28 de abril de 1958 nombrado arzobispo a título personal de Hyderabad en Pakistán)
- Joseph Marie Anthony Cordeiro † (7 de mayo de 1958-11 de febrero de 1994 falleció)
- Simeon Anthony Pereira † (11 de febrero de 1994 por sucesión-20 de noviembre de 2002 retirado)
- Evarist Pinto (5 de enero de 2004-25 de enero de 2012 retirado)
- Joseph Coutts (25 de enero de 2012-11 de febrero de 2021 retirado)
- Benny Mario Travas, desde el 11 de febrero de 2021

## Estadísticas
De acuerdo al Anuario Pontificio 2020 la arquidiócesis tenía a fines de 2019 un total de 197 700 fieles bautizados.
| Año                                                                             | Población            | Población  | Población      | Sacerdotes | Sacerdotes    | Sacerdotes    | Bautizados por sacerdote | Diáconos permanentes | Religiosos | Religiosos | Parroquias |
| Año                                                                             | Bautizados católicos | Total      | % de católicos | Total      | Clero secular | Clero regular | Bautizados por sacerdote | Diáconos permanentes | Varones    | Mujeres    | Parroquias |
| ------------------------------------------------------------------------------- | -------------------- | ---------- | -------------- | ---------- | ------------- | ------------- | ------------------------ | -------------------- | ---------- | ---------- | ---------- |
| 1950                                                                            | 22 906               | 7 500 000  | 0.3            | 59         | 15            | 44            | 388                      |                      | 16         | 98         | 16         |
| 1970                                                                            | 40 200               | 5 000      | 0.8            | 67         | 44            | 23            | 600                      |                      | 31         | 157        | 13         |
| 1980                                                                            | 60 000               | 6 294 000  | 1.0            | 59         | 41            | 18            | 1016                     | 1                    | 38         | 155        | 16         |
| 1990                                                                            | 75 000               | 6 400 000  | 1.2            | 65         | 50            | 15            | 1153                     | 1                    | 31         | 175        | 17         |
| 1999                                                                            | 141 307              | 1 000      | 14.1           | 53         | 39            | 14            | 2666                     |                      | 38         | 188        | 18         |
| 2000                                                                            | 152 749              | 11 500 000 | 1.3            | 53         | 39            | 14            | 2882                     |                      | 25         | 181        | 18         |
| 2001                                                                            | 149 350              | 11 000     | 1.4            | 63         | 38            | 25            | 2370                     |                      | 53         | 165        | 19         |
| 2002                                                                            | 150 263              | 11 000     | 1.4            | 63         | 37            | 26            | 2385                     |                      | 36         | 152        | 18         |
| 2003                                                                            | 142 000              | 13 000     | 1.1            | 49         | 34            | 15            | 2897                     |                      | 58         | 157        | 15         |
| 2004                                                                            | 145 000              | 14 000     | 1.0            | 48         | 34            | 14            | 3020                     |                      | 53         | 157        | 15         |
| 2006                                                                            | 151 000              | 14 608 000 | 1.0            | 43         | 32            | 11            | 3511                     |                      | 50         | 157        | 15         |
| 2011                                                                            | 166 000              | 15 802 000 | 1.1            | 37         | 26            | 11            | 4486                     |                      | 35         | 165        | 15         |
| 2013                                                                            | 182 500              | 18 371 000 | 1.0            | 56         | 34            | 22            | 3258                     |                      | 64         | 163        | 15         |
| 2016                                                                            | 186 600              | 19 379 000 | 1.0            | 52         | 31            | 21            | 3588                     |                      | 55         | 202        | 16         |
| 2019                                                                            | 197 700              | 20 530 000 | 1.0            | 51         | 35            | 16            | 3876                     |                      | 86         | 161        | 15         |
| Fuente: Catholic-Hierarchy, que a su vez toma los datos del Anuario Pontificio. |                      |            |                |            |               |               |                          |                      |            |            |            |

La arquidiócesis ha contribuido al bienestar del país a través de sus escuelas, hospitales, orfanatos y otras instituciones. En 1998 la arquidiócesis de Karachi poseía 17 escuelas en inglés y 46 en urdu para unos 40 000 estudiantes con unos 1700 profesores.